# Siphocampylus capribarba
Siphocampylus capribarba är en klockväxtart som beskrevs av Franz Elfried Wimmer. Siphocampylus capribarba ingår i släktet Siphocampylus och familjen klockväxter. Inga underarter finns listade i Catalogue of Life.